# Lanzinger Trio
Das Lanzinger Trio ist eine Musikgruppe aus Nordschwaben die mit ihrer Besetzung aus Hackbrett, Zither und Gitarre der Neuen Volksmusik oder dem Tradimix zuzuordnen ist. Das Repertoire aus Eigenkompositionen erstreckt sich von Einflüssen aus Klassik über die traditionelle Volksmusik hin zu Rock, Pop und Jazz.

## Bandgeschichte

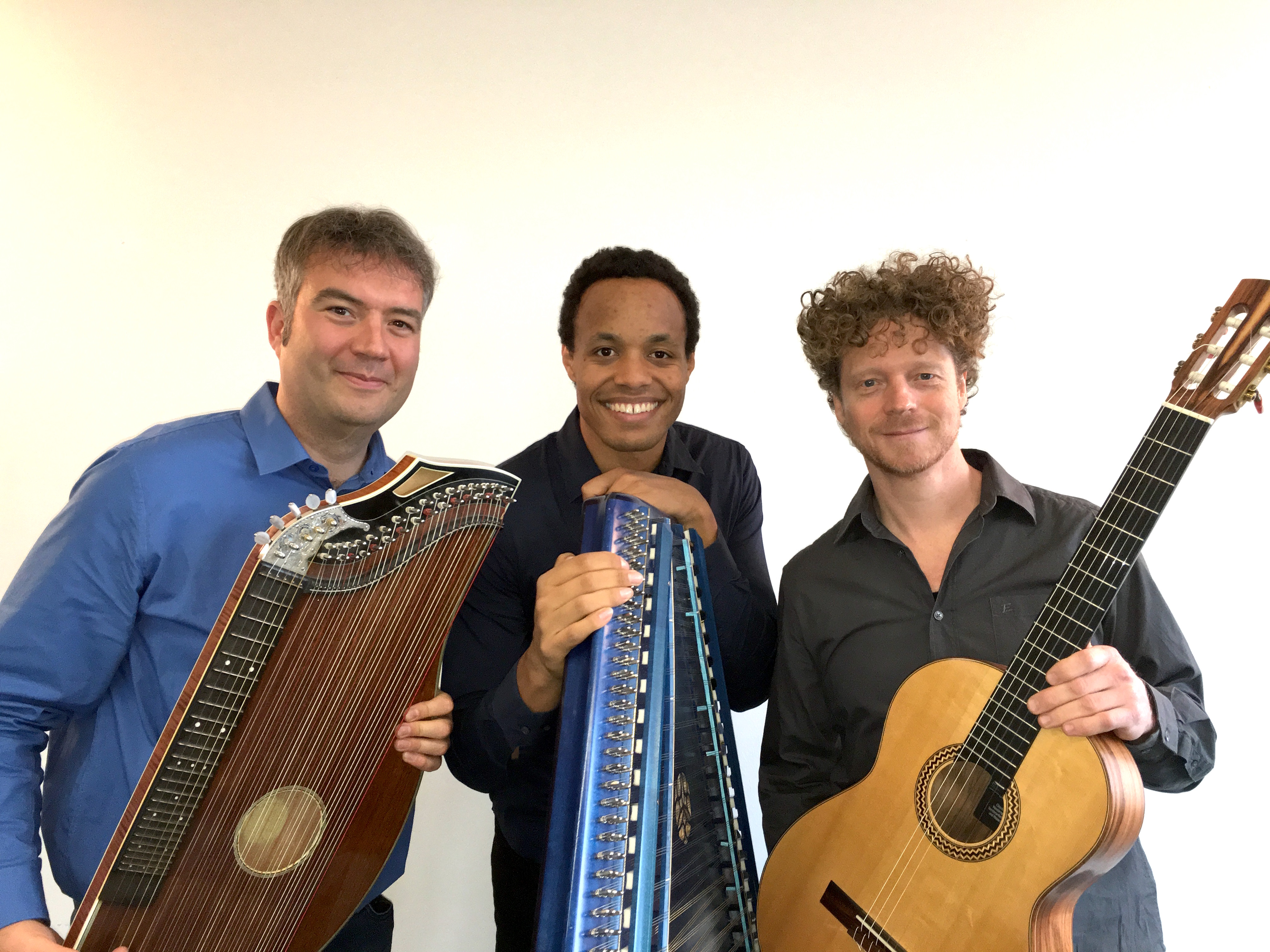
Lanzinger Trio – Lanzinger – Akakpo – Mühlfriedel

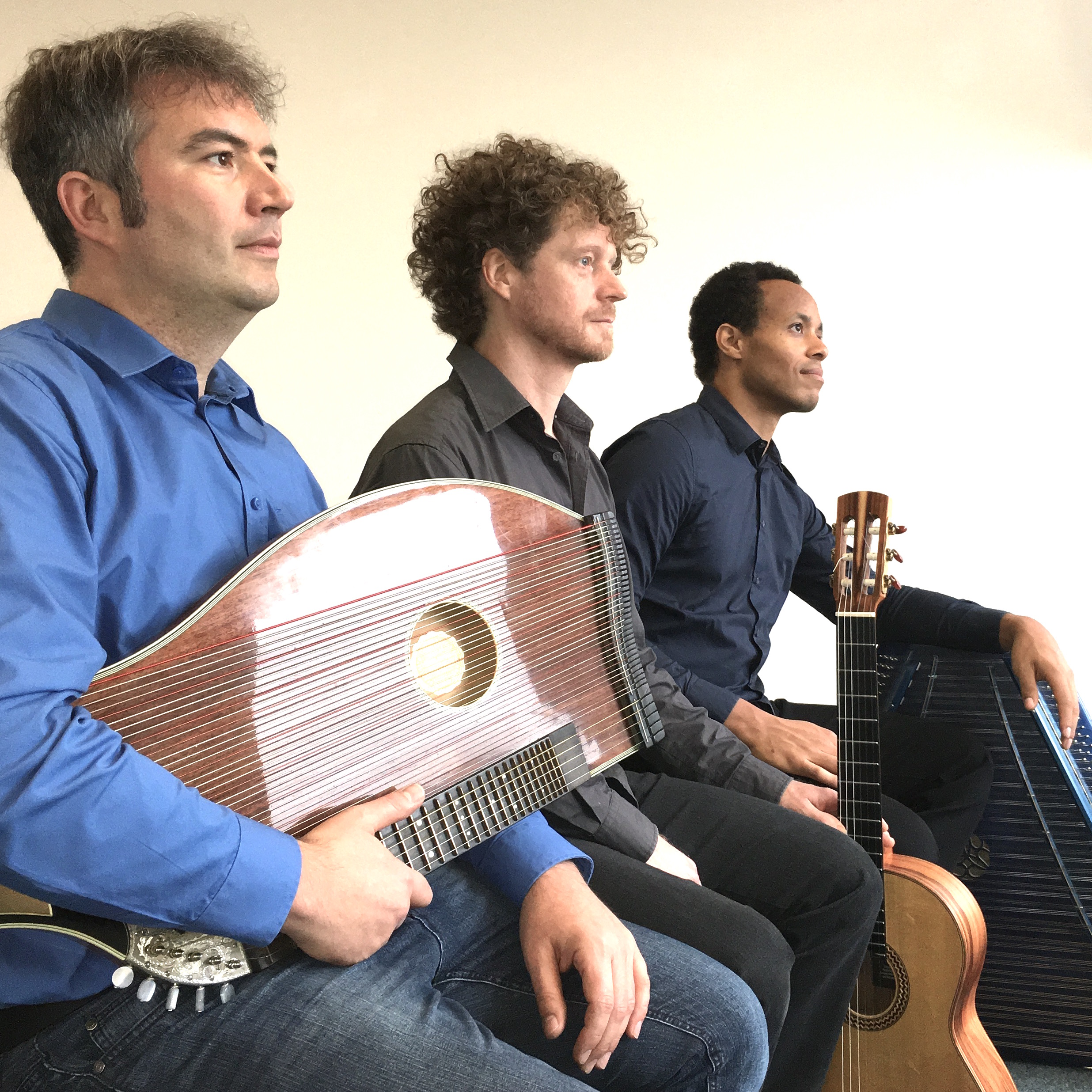
Lanzinger Trio – Lanzinger – Mühlfriedel – Akakpo

Das Lanzinger Trio wurde vom Zitherspieler Jörg Lanzinger ins Leben gerufen, nachdem er von Hans Doleschal gebeten wurde, beim Nürnberger Adventssingen in der Meistersingerhalle als Musiker teilzunehmen. In Vorbereitung auf diesen Auftritt war das erste öffentliche Konzert dann am 25. Juni 2010 in Kissing.
Als Mitstreiter konnte Lanzinger seinen Studienkollegen vom Richard-Strauss-Konservatorium München Reinhard Schelzig an der Gitarre gewinnen, so wie den ebenfalls am RSK studierenden Hackbrettspieler Komalé Akakpo.
Schnell wurden die Auftritte mehr und so wurde 2012 das erste Album „Freilig“ live im Homestudio eingespielt. Diese CD wurde vom BR2 vorgestellt, worauf es umgehend in die Amazon-Top10-Download-Charts eingestiegen ist. 2013 folgte das zweite Album „… spielt Stubenmusik“. Im Jahr darauf wurden sie zum ersten Mal von Traudi Siferlinger eingeladen, bei den BR-„Wirtshausmusikanten“ mitzumachen. Ebenfalls 2014 entstand das dritte Studioalbum „Hoi!“. 2015 war das Trio Gast in der BR Abendschau. Nach Differenzen innerhalb der Band entschlossen sich Lanzinger und Akakpo ab 2016 mit dem neuen Gitarristen Hannes Mühlfriedel weiterzumachen. 2017 waren sie Gast in der BR-Sendung „Habe die Ehre“ und interpretierten zusammen mit dem Comedian Hennes Bender Queen-Songs auf eine ganz außergewöhnliche Art und Weise. 2018 wurden die drei Musiker von Regisseur Valentin Stroh gebeten, die Musik für die Inszenierung des Räuber Hotzenplotz am Theater Ulm bei zu steuern. 2019 war das Trio wieder Gast bei den BR „Wirtshausmusikanten“.
Über all die Jahre hinweg spielt das Trio etliche Live-Konzerte in Deutschland und Österreich, vorwiegend auf Kleinkunstbühnen.

## Stil
Von Beginn an war klar, in der klassischen Stubenmusik-Besetzung der „Schönauer Musikanten“ mit Hackbrett, Zither und Gitarre zu musizieren. Da der persönliche Musikgeschmack der drei Musiker aber eher in der Rock- bzw. Metal-Musik verortet ist, wollte man von Anfang an einen Mix aus Volksmusik, Jazz, Rock und Pop kreieren. Ihre Programme laufen unter den Titeln „Welt Raum Volks Musik“, „Progressive Stubenmusik“ oder „Stubenmusik-Jazz-Pop-Boyband“.

## Diskografie
- 2012 – Freilig
- 2013 – … spielt Stubenmusik
- 2014 – Hoi!
- 2021 – HANOI - 17 Lieder
- 2022 –  Band-Mix 2, Eigenverlag, veröffentlicht im Rahmen des GEMA Stipendiums 2021

## Preise und Auszeichnungen
- 2013, „Goldene Zither“, 2. Preis
- 2015, „Fraunhofer Volksmusikpreis“, 2. Preis